# Corpo de Voluntários da Sérvia
O Corpo de Voluntários Sérvio (Cirílico: Српски добровољачки корпус; sérvio: Srpski dobrovoljački korpus; SDK para abreviar; em alemão:  Serbisches Freiwilligenkorps), também conhecido como Ljotićevci (em sérvio:  Љотићевци),  foi o ramo paramilitar da organização política fascista  Zbor, e colaborou com as forças da Alemanha Nazista no território da Sérvia ocupado pelos alemães  durante Segunda Guerra Mundial.
Em julho de 1941, após uma rebelião em grande escala dos partidários comunistas iugoslavos e dos chetniks monarquistas, o comandante militar alemão na Sérvia pressionou o governo colaboracionista de Milan Nedić para lidar com os levantes sob a ameaça de deixar as forças armadas do Estado Independente da Croácia, Hungria e Bulgária ocupam o território e mantêm nele a paz e a ordem.
Foi formada uma milícia paramilitar chamada Destacamentos de Voluntários Sérvios, a unidade, nunca formalmente parte das forças armadas alemãs, contava com cerca de 3.500 homens, a maioria sérvios mas também incluía alguns croatas e eslovenos. Foi reorganizado como Corpo de Voluntários Sérvios, no final de 1942, e colocado sob o comando do Coronel Kosta Mušicki. Em 1944, a maioria dos recrutas do Corpo de Voluntários Sérvio eram recrutados, e não voluntários, e atingiram um pico de força de 9.886 homens. 
Depois que o Exército Vermelho entrou na Sérvia e Belgrado foi libertado em outubro de 1944, o corpo recuou com os alemães para as Terras Eslovenas. Em novembro foi assumido pela Waffen-SS, e incorporado ao SFK: Serbisches Freiwilligen Korps (Corpo de Voluntários Sérvio), uma unidade de infantaria composta pelos vários grupos colaboracionistas de Nedić em fuga. Em março de 1945, com a derrota iminente, foi renomeado como Corpo SS da Sérvia (em sérvio:  Српски СС Kорпус / Srpski SS Korpus; em alemão:  Serbisches SS Korps). Os membros sobreviventes dos três regimentos SFK recuaram para a Áustria, onde se renderam aos britânicos em 12 de maio de 1945, perto de Klagenfurt. A maioria dos homens foi devolvida à Iugoslávia, onde foram executados sob a acusação de traição. 

## Formação

Corpo de Voluntários Sérvio sendo inspecionado.

Em 15 de setembro de 1941, Nedić propôs que o governo fosse demitido e permitisse que os estados vizinhos o policiassem, mas o ministro Mihailo Olćan propôs que o governo fantoche apelasse à população sérvia para formar unidades anticomunistas.
No dia seguinte, 234 membros do Movimento Nacional Iugoslavo (ZBOR), do partido político pré-guerra de Ljotić e Olćan, alistaram-se como os primeiros voluntários. Em 17 de setembro, o Comando Voluntário Sérvio foi formado sob o comando do Coronel Konstantin Mušicki, um oficial sérvio. O comando consistia em 12 companhias, cada uma com 120-150 homens. Muitos voluntários vieram da organização estudantil ZBOR e outros eram refugiados do Estado Independente da Croácia. Os homens usavam uniformes verde oliva ou, no caso dos oficiais, o uniforme das antigas forças armadas iugoslavas, com a Cruz de São Jorge no peito direito. As patentes ou designações de graus eram, para todos os efeitos práticos, as do antigo Exército Real Iugoslavo. As armas foram misturadas; além das armas alemãs que eventualmente foram fornecidas, foram usados rifles e metralhadoras estrangeiras, especialmente aquelas apreendidas como espólio de guerra das forças iugoslavas derrotadas. Morteiros e artilharia leve também estavam disponíveis em quantidades variadas. O comando também contava com um departamento educacional cuja tarefa era educar ideologicamente os combatentes. O chefe da seção educacional era o jornalista Ratko Parežanin. Também tinha uma seção de inteligência com centros em toda a Sérvia. As necessidades espirituais do corpo foram mantidas pelo protojerej Aleksa Todorović. O corpo operava frequentemente em estreita aliança com o Corpo Russo. 
O Corpo de Voluntários Sérvio estava formalmente sob o Comando da Gendarmaria de Nedić, mas estava, como a Guarda Estatal da Sérvia, sob o controle direto das SS e do Líder da Polícia August Meyszner e do General Comandante na Sérvia. Nas operações em campo, suas unidades foram colocadas sob comando tático de divisões alemãs. O próprio Ljotić não tinha controle sobre o SDK.   As unidades SDK não foram autorizadas a sair do território atribuído sem autorização alemã. 

## Uniforme
As tropas do Corpo de Voluntários Sérvio receberam uniformes iugoslavos ou italianos nos quais usavam remendos de tecido preto na gola (azul escuro depois de 1943 ), distintivos de classificação nas alças e um distintivo de corpo de metal no peito direito. Seus capacetes eram italianos ou checoslovacos.

## Rendição
Por esta altura, 22 de abril, Neubacher fez a sua última visita a Ljotić. O colapso total das forças alemãs nos Balcãs e na Itália foi reconhecido como sendo apenas uma questão de semanas, senão dias, e Neubacher queria saber os planos de Ljotić para retirar e entregar o SDK. No dia seguinte, durante a escuridão, Ljotić acidentalmente bateu com seu carro em um buraco que havia sido aberto em uma ponte por caças-bombardeiros aliados. Seu pescoço foi quebrado e ele morreu pouco depois.
Em 29 de abril, enquanto as forças de Tito se aproximavam da área de Trieste, o General Damjanović emitiu ordens ao 1º e 5º Regimentos para cruzarem para a Itália, onde em 5 de maio na cidade de Palmanova (50km a noroeste de Trieste) entre 2.400-2.800 homens do SDK se renderam aos britânicos. Os homens pertencentes aos outros três regimentos tiveram um destino menos agradável. Eles se mudaram para o norte da área de Ljubljana para a Áustria e se renderam aos britânicos em Unterbergen, no rio Drava, em 12 de maio de 1945. 20 dias depois, esses 2.418 homens foram entregues aos guerrilheiros de Tito. A liderança iugoslava decidiu executar todos os membros do SDK com mais de 20 anos  Alguns foram executados quase imediatamente no massacre de Kočevski Rog, enquanto os outros foram levados junto com 10.000 Domobranci eslovenos para o infame campo de Šentvid, perto de Ljubljana. Posteriormente, estes também foram executados. O historiador Milan Radanović estima que entre 2.100 e 2.300 membros do SDK foram executados em maio de 1945 no total. 
O grupo que se rendeu na Itália acabou sendo transportado para um campo em Münster, Alemanha, onde foi libertado em julho de 1947. Esses homens seguiram para vários países ao redor do mundo, incluindo os Estados Unidos. O general Mušicki foi preso pelas autoridades aliadas, retornou à Iugoslávia e executado em 1946 como resultado de sentenças proferidas no mesmo julgamento de crimes de guerra que pronunciou a sentença de morte para Draža Mihailović e vários outros.

## Classificações

### Alistados e sargentos
- Recruta (Dobrovoljac) (literalmente, "Voluntário")
- Cabo (Kaplar)
- Sargento (Podnarednik)
- Sargento (Narednik)
- Sargento-mor (Narednik vodnik)

### Oficiais
- 2º Tenente (Potporučnik)
- 1º Tenente (Poručnik)
- Capitão (Kapetan)
- Maior (Maior)
- Tenente Coronel (Potpukovnik)
- Coronel (Pukovnik)
- Brigadeiro General (Brigadni Đeneral)

## Ordem de batalha

### Ordem de Batalha (janeiro de 1943)
- 1. Batalhão
  - 3 x Companhias
- 2. Batalhão
  - 3 x Companhias
- 3. Batalhão
  - 3 x Companhias
- 4. Batalhão
  - 3 x Companhias
- 5. Batalhão
  - 3 x Companhias

### Ordem de Batalha (1944)
- 1. Regimento
  - 3 x Batalhões
- 2. Regimento
  - 3 x Batalhões
- 3. Regimento
  - 3 x Batalhões
- 4. Regimento